# Biosteres testaceipes
Biosteres testaceipes är en stekelart som först beskrevs av Cameron 1903.  Biosteres testaceipes ingår i släktet Biosteres och familjen bracksteklar. Inga underarter finns listade.